# Karlsberg (Weikersheim)
Karlsberg ist ein Wohnplatz auf dem namengebenden Karlsberg in der Gemarkung der Kernstadt Weikersheim im Main-Tauber-Kreis im fränkisch geprägten Nordosten Baden-Württembergs.

## Geographie
Der Wohnplatz befindet sich auf der der Stadt Weikersheim im Nordosten gegenüberliegenden gleichnamigen Anhöhe auf 362 bis maximal 380 Metern über Null. Unmittelbar am Rande des Karlsberges verläuft in Teilen die Gemarkungsgrenze zur Nachbargemeinde Tauberrettersheim und somit die Landesgrenze zu Bayern.

## Geschichte

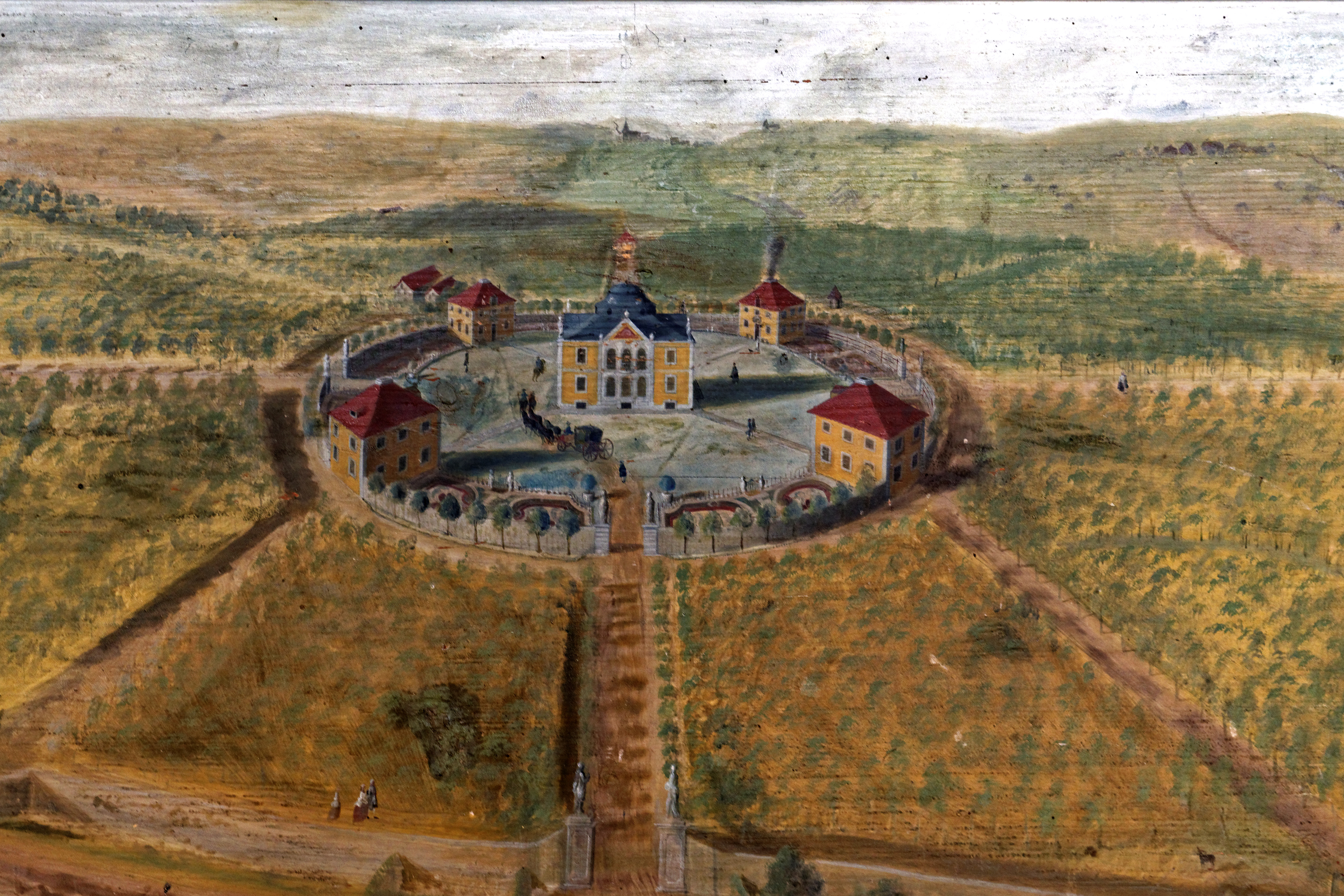
Historische Ansicht des Karlsbergs

Mittig auf dem Karlsberg befand sich einst das Jagdschloss Karlsberg mit vier umgebenden Pavillons und weiteren Nebengebäuden des Grafen Karl Ludwig, das von 1727 bis 1736 erbaut wurde und nach 1800 verfallen ist. Erhalten blieb nur einer der vier innerhalb einer kreisrunden Ringmauer errichteten Pavillons. Das in Privatbesitz befindliche Areal war ab Ende der 2010er Jahre für die Öffentlichkeit unzugänglich. Klagen dagegen sind bei Gericht anhängig. 

## Kulturdenkmale
Kulturdenkmale in der Nähe des Wohnplatzes sind in der Liste der Kulturdenkmale in Weikersheim verzeichnet.

## Verkehr
Der Ort ist über verschiedenen Waldwege zu erreichen, die von den Straßen Eisgrubenweg und Planetenweg abzweigen.